# 레드 로즈 화이트 로즈
《레드 로즈 화이트 로즈》(紅玫瑰白玫瑰, Red Rose White Roses)는 중국에서 제작된 관금붕 감독의 1994년 드라마 영화이다. 조안 첸 등이 주연으로 출연하였다.

## 출연

### 주연
- 조안 첸
- 엽옥경

### 조연
- 조문선
- 사과
- 임연옥
- 침월화
- 조창
- 왕달근
- 홍융
- 요원
- 장지혜
- 응여가
- 동정방
- 주려금
- 침엽
- 범정화
- 리빙빙
- 허의운
- 정효화

## 기타
- 프로듀서: 주덕화
- 프로듀서: 진헌관
- 조명: 진지운
- 조연출: 이흔
- 조연출: 주혜곤
- 녹음: 황균세
- 녹음: 방금매
- 녹음: 요가민
- 녹음: Showreel Film Facilities
- 음향편집: Chris Fellows
- 음향편집: 섭기영
- 미술: 박약목
- 미술: 사숙형
- 미술: 풍군맹
- 헤어: Nanxy Tong
- 의상: 풍군맹
- 의상: 박약목
- 소품: 정지영
- 소품: 침옥룡